# 境川運河
境川運河（さかいがわうんが）は、かつて大阪府大阪市にあった運河。

## 歴史
1902年（明治35年）に安治川と尻無川を結ぶために開削された。長さ1,598メートル、幅36メートル。1964年（昭和39年）に埋め立てられた。
名称は大阪市編入以前の西成郡九条村大字九条と川南村大字市岡新田の境界を流れていた井路が境川と呼ばれていたことに由来する。
大阪市編入から3年後の1900年（明治33年）に西区九条町・市岡町とともに境川町の町名が誕生し、1912年（明治45年）に運河北岸（九条側）が北境川町、南岸（市岡側）が南境川町に改称された。1925年（大正14年）に北境川町、南境川町ともに新設の港区へ転属。1943年（昭和18年）に北境川町が再び西区へ転属となり、以降は西区と港区の境界を成している。運河埋め立て後の1968年（昭和43年）に南境川町の町名が消滅。1977年（昭和52年）に北境川町が境川に改称され、現在は西区の町名として残っている。

## 架かっていた橋
西から順番に
- 境川橋
- 玉船橋
- 汐干橋
- 辰巳橋 - 中央大通
- 北六橋
- 玉藻橋 - みなと通
- 入船橋